# کوکوری
کوکوری (به چکی: Kokory) یک منطقهٔ مسکونی در جمهوری چک است که در ناحیه پرروف واقع شده‌است. کوکوری ۶٫۷ کیلومتر مربع مساحت و ۱٬۱۵۵ نفر جمعیت دارد و ۲۵۰ متر بالاتر از سطح دریا واقع شده‌است.